# Universidade Estadual Ball

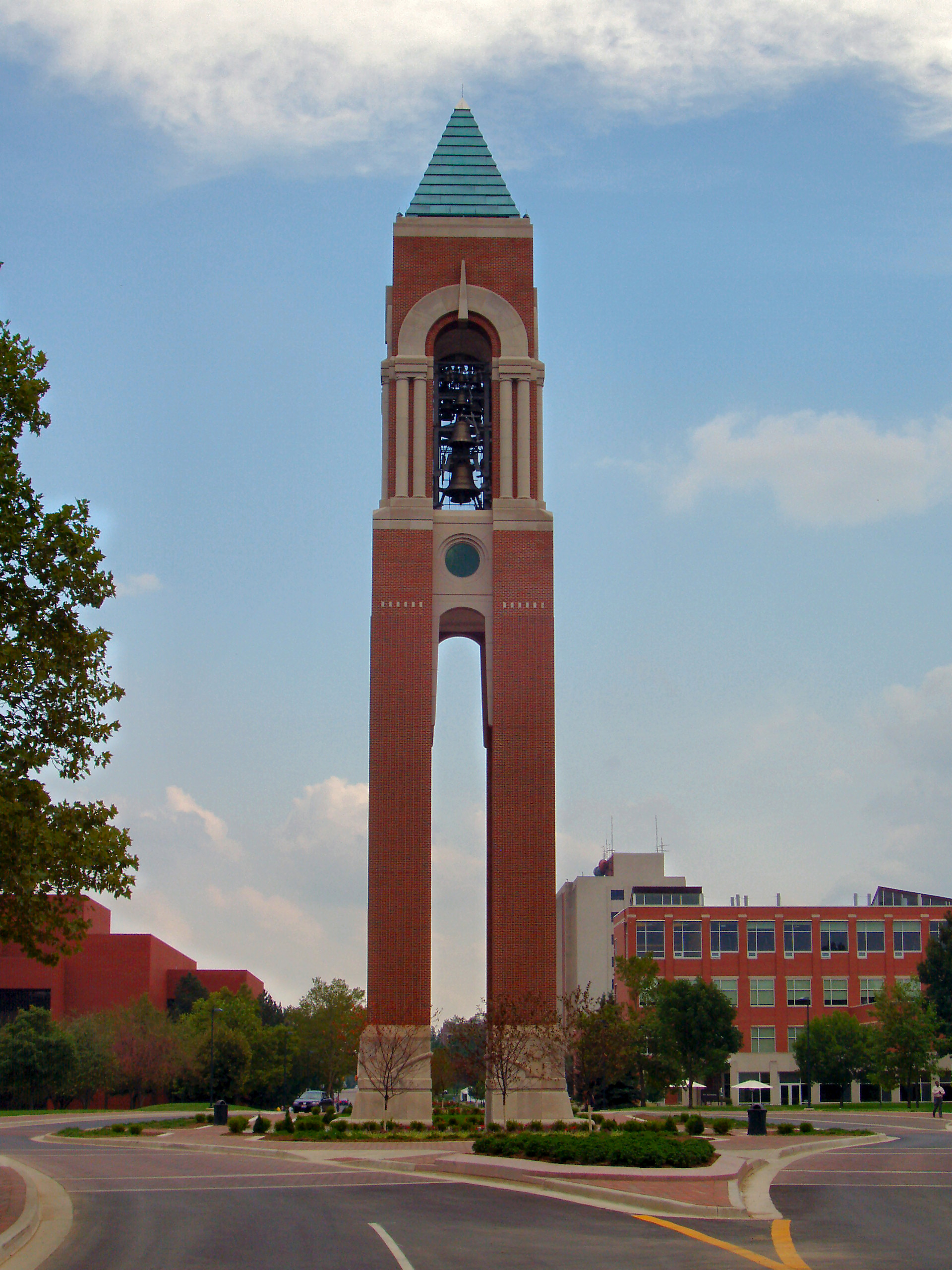
Shafer Tower

A Universidade Estadual Ball (em inglês Ball State University) é uma instituição de ensino superior pública localizada em Muncie, no estado americano de Indiana. Foi fundada em 1917, pelos Irmãos Ball, tendo passado para o controle estadual no ano seguinte.